# Aetosauroides
Aetosauroides (лат.) («подобный Aetosaurus») —  вымерший род пресмыкающихся из отряда этозавров, ископаемые остатки которого были обнаружены в верхнетриасовых (поздний норий — ранний карний) отложениях Южной Америки. Один из четырёх этозавров, фоссилии которых были найдены в Южной Америке (наряду с Neoaetosauroides, Chilenosuchus и Aetobarbakinoides).
Род включает три вида: A. scagliai (типовой), A. subsulcatus и A. inhamandensis Окаменелости были найдены в местонахождении Канча-де-Бочас (исп. Cancha de Bochas), формации Ишигуаласто в бассейне Ишигуаласто-Вилла-Унион (исп. Ischigualasto-Villa Unión) на северо-западе Аргентины и в формации Санта-Мария в бассейне реки Парана на юго-востоке Бразилии. Слои датируются поздним карнийским и ранним норийским ярусами позднего триаса, что делает Aetosauroides одним из древнейших этозавров.

## Описание

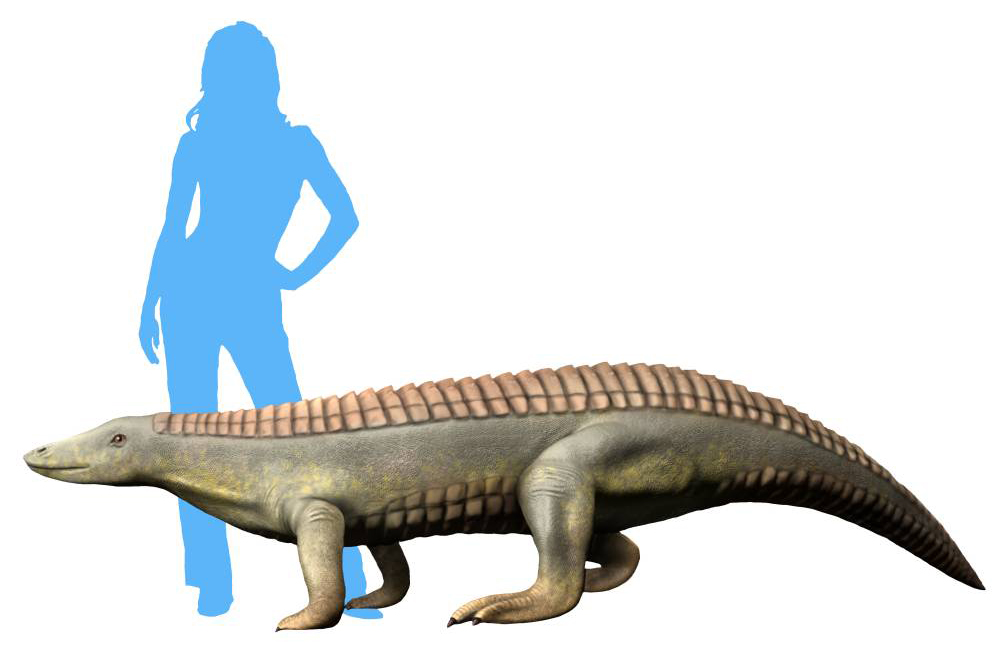
Реконструкция Aetosauroides scagliai

Большинство особей Aetosauroides достигали длины около 1,3 м; была обнаружена также необычно крупная особь — 2,4 м (возраст которой на момент смерти, согласно гистологическому исследованию, составлял 23 года). Половая зрелость, вероятно, наступала по достижению длины около 1 м (хотя после этого рост, вероятно, не прекращался). Половой диморфизм выражался в разнице в размерах между самцами и самками (самцы были крупнее).
В работах 1996 и 2002 годах Aetosauroides синонимизировался с родом Stagonolepis — более мелкие экземпляры были отнесены к Stagonolepis robertsoni, а более крупные — к S. wellesi. Эта точка зрения не является общепринятой; ряд исследований выявили уникальные особенности, отличающие Aetosauroides от Stagonolepis, такие как: выпуклый нижний край нижней челюсти; верхнечелюстные кости, не касающиеся отверстий ноздрей; овальные отверстия на телах позвонков. В исследовании 2011 года A. subsulcatus и A. inhamandensis были признаны синонимами A. scagliai. Кроме того, описанный в 2014 году этозавр Polesinesuchus обладал схожим с молодыми особями Aetosauroides строением позвонков и задней части черепа; в двух исследованиях 2021 года он рассматривался в качестве младшего синонима последнего.

## Классификация
Согласно филогенетическому анализу, проведённому в 2012 году, Aetosauroides не относится к семейству стаганолепидид, являясь сестринским таксоном по отношении к этому семейству.